# Ju-on (franquia)
Ju-On (呪怨, Juon, lit. "Curse Grudge", também conhecido como The Grudge) é uma franquia de terror japonesa criada por Takashi Shimizu. A franquia começou em 1998 com o lançamento dos curtas-metragens Katasumi e 4444444444. Shimizu frequentou a Escola de Cinema de Tóquio, onde estudou com Kiyoshi Kurosawa. Kurosawa ajudou Shimizu a orientar os projetos Ju-On. 
A saga baseia-se numa maldição folclórica japonesa, a qual diz que quando uma pessoa morre num momento de extremo ódio, uma maldição nasce, tomando a forma das vítimas e habitando o local da morte, assombrando e matando qualquer um que entre em contato com ela.

## Filmes da sagaJu-on
| Ano  | Título                          | Diretor         | Escritor(es)                      | Produtor(es)                  |
| ---- | ------------------------------- | --------------- | --------------------------------- | ----------------------------- |
| 1998 | Katasumi y 4444444444           | Takashi Shimizu | Takashi Shimizu                   | Yasuyuki Uemura               |
| 2000 | Ju-on: The Curse                | Takashi Shimizu | Takashi Shimizu                   | Takashige Ichise              |
| 2000 | Ju-on: The Curse 2              | Takashi Shimizu | Takashi Shimizu                   | Takashige Ichise              |
| 2002 | Ju-on: The Grudge               | Takashi Shimizu | Takashi Shimizu                   | Takashige Ichise              |
| 2003 | Ju-on: The Grudge 2             | Takashi Shimizu | Takashi Shimizu                   | Takashige Ichise              |
| 2009 | Ju-on: White Ghost              | Ryuta Miyake    | Ryuta Miyake                      | Ryuta Miyake, Takashi Shimizu |
| 2009 | Ju-on: Black Ghost              | Mari Asato      | Mari Asato                        | Mari Asato, Takashi Shimizu   |
| 2014 | Ju-on: The Beginning of the End | Masayuki Ochiai | Masayuki Ochiai, Takashige Ichise | Takashige Ichise              |
| 2015 | Ju-on: The Final Curse          | Masayuki Ochiai | Masayuki Ochiai, Takashige Ichise | Takashige Ichise              |